# Counterpunch
Counterpunch (Nederlands “tegenstoot”, een term uit de bokswereld) is een Amerikaans politiek magazine dat zes keer per jaar wordt gepubliceerd. De redactie omschrijft de strekking van het blad als radicaal en ongebonden. Het blad wordt gezien als een kanaal voor links-georiënteerde Onderzoeksjournalistiek. De redactie is gevestigd in Petrolia (Californië).

## Geschiedenis
Counterpunch werd in 1994 opgestart door Ken Silverstein, journalist van onder meer Harper's Magazine, en tegenstander van zogenoemde evenwichtige berichtgeving. Hij kreeg al spoedig versterking van Alexander Cockburn en Jeffrey St. Clair, die de redactie gingen leiden toen in 1996 Silverstein opstapte. In 2007 schreven Cockburn en St. Clair dat ze CounterPunch bedoelden "als het beste muckraker-magazine van het land”. Hiermee verwezen ze naar de kritische journalisten die in het begin van de 20e eeuw in de Verenigde Staten allerlei corruptieschandalen bovenspitten, en in de volksmond de “muckrakers” (letterlijk “mestvorken”) werden genoemd.